# Michał Łoniewski
Michał Łoniewski (* 22. Oktober 1988) ist ein polnischer Taekwondoin. Er startet in der Gewichtsklasse bis 68 Kilogramm.
Seine ersten internationalen Titelkämpfe bestritt Łoniewski bei der Junioreneuropameisterschaft 2003 in Athen, wo er in der Klasse bis 48 Kilogramm erst im Viertelfinale Daniel Manz unterlag. Zwei Jahre später nahm er in Riga auch im Erwachsenenbereich an der Europameisterschaft teil, schied jedoch in seinem Auftaktkampf aus. Erfolgreicher verlief die Europameisterschaft 2006 in Bonn, wo Łoniewski das Viertelfinale erreichte. In den folgenden Jahren musste er bei den Titelkämpfen mehrere Erstrundenniederlagen hinnehmen. In die Erfolgsspur fand Łoniewski jedoch beim europäischen Olympiaqualifikationsturnier Anfang 2012 in Kasan zurück. Er erreichte in der Gewichtsklasse bis 68 Kilogramm das Finale gegen Damir Fejzić und qualifizierte sich für seine ersten Olympischen Spiele 2012 in London.